# David Lee (Offizier)
Sir David John Pryer Lee GBE CB (* 4. September 1912; † 13. Februar 2004) war ein britischer Luftwaffenoffizier der Royal Air Force, der zuletzt im Range eines Generals (Air Chief Marshal) von 1968 bis 1971 Militärischer Vertreter im NATO-Militärausschuss war. Er verfasste zahlreiche Bücher über seine Erlebnisse in der Royal Air Force sowie im Zweiten Weltkrieg.

## Leben

### Fliegerische Ausbildung und Zeit vor dem Zweiten Weltkrieg
Lee absolvierte seine schulische Ausbildung an der renommierten, 1552 gegründeten Bedford School und begann 1930 seine fliegerische Ausbildung als Flight Cadet in der C-Squadron der Royal Air Force College Cranwell, der Offiziersschule der RAF. Während dieser Zeit gehörte er der College-Mannschaft in der Leichtathletik an. Nach Abschluss der Ausbildung wurde er am 23. Juli 1932 als Berufssoldat (Permanent Commission) in die RAF aufgenommen und zum Leutnant (Pilot Officer)  befördert. Zugleich fand er seine erste Verwendung als Pilot bei der mit leichten Doppeldecker-Bombern vom Typ Fairey Gordon ausgestatteten No. 35 Squadron RAF auf dem Militärflugplatz RAF Bircham Newton, wechselte aber bereits am 7. Februar 1933 als Pilot zum Flugzeugdepot der Royal Air Force nach Indien. Nach seiner Beförderung zum Oberleutnant (Flying Officer) am 23. Januar 1934 wurde er Pilot eines Mehrzweckflugzeuges vom Typ Westland Wapiti bei der No. 60 Squadron RAF, die zu dieser Zeit in der Nordwestlichen Grenzprovinz Britisch-Indiens stationiert war.
Am 31. März 1935 wechselte Lee als Pilot zu der mit Doppeldecker-Tagbombern vom Typ Hawker Hart ausgerüsteten No. 39 Squadron RAF und nahm mit dieser im Dezember 1935 an der jährlichen Verstärkungsübung in Singapur teil, wobei die Staffel in sechs Tagen eine Distanz von 4.000 Meilen (6.440 Kilometer) mit zehn Zwischenlandungen zurücklegte. Am 1. Oktober 1936 erhielt er seine Beförderung zum Hauptmann (Flight Lieutenant) und nahm nach seiner Rückkehr aus Indien vom 4. Januar bis zum 20. März 1937 an einem Ausbilderlehrgang an der Central Flying School teil. Anschließend wurde er am 14. August 1937 Flugausbildungsprüfer (Flying Examing Officer) beim Superintendent der Reserveflieger und war in dieser Verwendung für die Überprüfung der Fluglehrer an verschiedenen Reserveflugschulen (Reserve Flying School) und Grundflugschulen (Elementary Flying School) verantwortlich. Im Anschluss war er in gleicher Funktion ab dem 7. November 1938 bei der No 26 (Training) Group RAF tätig.

### Zweiter Weltkrieg
Am 1. April 1939 wurde Lee zum Major (Squadron Leader) befördert und wurde nach Ausbruch des Zweiten Weltkrieges 1939 Pilot eines zweimotorigen Handley Page Hampden-Bombers in der auf dem Luftwaffenstützpunkt RAF Hemswell stationierten No. 144 Squadron RAF. Kurz darauf wechselte er als Fliegerischer Kommandeur zu der ebenfalls dort stationierten No. 61 Squadron RAF und nahm mit dieser am ersten Angriff britischer Luftstreitkräfte auf Deutschland teil, und zwar am 19. März 1940 auf den Seefliegerhorst Hörnum auf Sylt. Nach einer weiteren kurzzeitigen Verwendung als Fliegerischer Kommandeur der No. 106 Squadron RAF wechselte er in den Luftwaffenstab im Luftfahrtministerium (Air Ministry). Anschließend wurde er am 8. Juni 1945 Offizier im Hauptquartier der No. 21 (Training) Group RAF und absolvierte daraufhin einen Stabslehrgang am RAF Staff College, Bulstrode Park. Nach dessen Beendigung kehrte er 1943 ins Luftfahrtministerium zurück und war dort bis Juni 1945 als stellvertretender Leiter der Planungsabteilung tätig. Am 1. Januar 1943 wurde ihm das Offizierskreuz des Order of the British Empire (OBE) verliehen.
Im Juni 1945 wurde Lee Kommandeur (Commanding Officer) der mit Jagdbombern vom Typ Republic P-47 Thunderbolt ausgerüsteten No. 904 Wing RAF. Diese war kurz zuvor von Kampfeinsätzen aus Burma zurückgekehrt und er war damit betraut, diese Gruppe auf die bevorstehende Invasion auf der Malaiischen Halbinsel. Allerdings führten die Atombombenabwürfe auf Hiroshima und Nagasaki am 9. August 1945 zur Kapitulation Japans am 2. September 1945 und damit auch zum Ende des Zweiten Weltkrieges in Südostasien.

### Nachkriegseinsatz zur Rettung von Kriegsgefangenen in Java
Mit Kriegsende entfiel zwar der Plan zur Invasion auf der Malaiischen Halbinsel, nicht jedoch die Notwendigkeit weiterer Operationen im Fernen Osten, die die Lokalisierung und Entdeckung Tausender Internierter und Kriegsgefangener in japanischen Gefangenenlagern in dieser Region einschlossen. Zu diesem Zweck wurde die No. 904 Wing RAF unter dem Kommando Lees auf die zu Niederländisch-Ostindien gehörende Insel Java verlegt. Dabei wurde zwei der mit Republic P-47 Thunderbolt ausgestatteten Staffeln seiner Gruppe durch eine Staffel mit Douglas DC-3-Transportflugzeugen ersetzt.
In den folgenden Monaten führten Lee und seine No. 904 Wing RAF zum einen Angriffe gegen Terroristengruppen durch, zum anderen unterstützten sie aber auch die Suche und Evakuierung von Kriegsgefangenen und Internierten in Java. Dies erforderte ein diplomatisches Vorgehen gegenüber den Indonesiern, aber auch gegenüber seinen eigenen Soldaten. Einerseits musste die RAF einen Auftrag erledigen, der die Zusammenarbeit mit den örtlichen Regierungen erforderte, andererseits musste sie aber auch deutlich machen, dass sie nicht dort stationiert war, um die Kolonialverwaltung vor dem Krieg wieder einzurichten. Ferner wollten zahlreiche Soldaten nach dem Kriegsende wieder nach Großbritannien zurückkehren, so dass er zur Befriedung seiner Einheiten eine Erholungsstätte auf einer küstennahen Insel errichtete.

### Stabsoffizier in der Nachkriegszeit
Nach Abschluss der Evakuierung tausender Internierter wurde Lee am 1. Oktober 1946 zum Oberstleutnant (Wing Commander) befördert und kehrte nach einem einmonatigen Heimaturlaub nach Südostasien zurück, wo er Gruppenleiter für Verwaltungsplanung im Hauptquartier des Luftwaffenkommandos Fernost (RAF Air Command Far East) wurde. Für seine Verdienste im Fernen Osten wurde er am 11. Februar 1947 Commander des Order of the British Empire (CBE).
1948 kehrte Lee nach Großbritannien zurück, wo er Offizier im Führungsstab des RAF Staff College Bracknell wurde. In dieser Verwendung erfolgte am 1. Juli 1950 seine Beförderung zum Oberst (Group Captain). 1951 übernahm er die Funktion als Stellvertreter Leiter der Abteilung Grundsatzpolitik im Luftwaffenstab sowie 1953 als Kommandeur des Luftwaffenstützpunktes RAF Scampton, auf dem sich zu diesem Zeitpunkt drei Staffeln mit zweistrahligen Kampfflugzeugen vom Typ English Electric Canberra befanden. Am 1. Juni 1953 wurde er Companion des Order of the Bath (CB).
1956 wurde Lee Sekretär des Ausschusses der Stabschefs (Chiefs of Staff Committee) und wurde in dieser Verwendung am 1. Juli 1959 auch zum Air Commodore befördert.

### Aufstieg zum Air Chief Marshal
Nach seiner Beförderung zum Generalmajor (Air Vice Marshal) am 1. Januar 1959 wurde Lee am 10. August 1959 Kommandeur (Air Officer Commanding) der Luftstreitkräfte im Mittleren Osten (RAF Air Forces Middle East) und war in Personalunion Kommandeur der Luftstreitkräfte auf der Arabischen Halbinsel, die zu den dortigen britischen Streitkräften (British Forces Arabian Peninsula) unter dem Befehlshaber Air Chief Marshal Hubert Patch gehörten. Während seiner zweijährigen Tätigkeit in Arabien legte er mehr als 100.000 Meilen (160.000 Kilometer) zurück, um die dortigen Einheiten zu besuchen. Zur Zeit der Unabhängigkeit Kuwaits im März 1961 ließ er zwei Staffeln mit Hawker Hunter-Kampfflugzeugen sowie zwei Staffeln mit Avro Shackleton-Seeaufklärungsflugzeugen nach Bahrain verlegen, um einen möglichen Angriff auf Kuwait durch den Nachbarstaat Irak zu verhindern. Daneben ließ er auch zivile Flugzeuge in diese Region verlegen, um seine begrenzen Ressourcen zu erweitern, und um Truppen in diesen Gebiet schnell zu verlegen. Dadurch leistete er einen wesentlichen Beitrag zur Verhinderung einer irakischen Invasion.
Nach Beendigung der Kommandeurstätigkeit in Arabien wurde Lee am 1. Januar 1962 von Air Vice Marshal Maurice Heath als Kommandant des RAF Staff College Bracknell und verblieb auf diesem Posten bis zu seiner Ablösung durch Air Vice Marshal Tim Piper am 1. Januar 1965.
Daraufhin wurde Lee am 1. Januar 1965 zum Generalleutnant (Air Marshal) befördert sowie zeitgleich zum Knight Commander des Order of the British Empire (KBE) geschlagen, so dass er seitdem den Namenszusatz „Sir“ führte. Des Weiteren wurde er am 1. Januar 1965 als Nachfolger von Air Marshal Walter Cheshire Air Member for Personnel. Er war damit bis zu seiner Ablösung durch Air Vice Marshal Andrew Humphrey am 18. März 1968 Stabsabteilungsleiter für Personalangelegenheiten im Luftwaffenstab sowie zugleich einer der Vertreter der RAF im Luftwaffenausschuss (Air Force Board) des britischen Verteidigungsrates (Defence Council of the United Kingdom).
Während dieser Zeit wurde er am 7. Oktober 1967 zum General (Air Chief Marshal) befördert und übernahm zuletzt von Admiral Nigel Henderson am 1. Juni 1968 die Funktion als Militärischer Vertreter Großbritanniens im Militärausschuss der NATO. Henderson selbst wiederum wurde Nachfolger des belgischen Generals Charles de Cumont als Vorsitzender des NATO-Militärausschusses. Lee blieb Vertreter im NATO-Militärausschuss bis zu seiner Ablösung durch General Victor FitzGeorge-Balfour 1971. Darüber hinaus wurde ihm am 1. Januar 1969 zum Knight Grand Cross des Order of the British Empire (GBE) erhoben. Am 19. März 1971 schied er schließlich aus dem aktiven militärischen Dienst aus.
Nach seinem Eintritt in den Ruhestand engagierte sich Lee in der Wohltätigkeitsorganisation der RAF (RAF Benevolent Fund) und war zwischen 1984 und 1988 Präsident von deren Kommission sowie anschließend seit 1988 Vizepräsident dieser Organisation. Aus seiner 1938 geschlossenen Ehe mit Denise Hartoch gingen ein Sohn und eine Tochter hervor.

## Veröffentlichungen
Nach seinem Ausscheiden aus dem Militärdienst verfasste Lee ferner eine Reihe von Büchern zur Geschichte der RAF im Mittleren sowie Fernen Osten und verarbeitete darin seine eigenen Erlebnisse als Pilot, Stabsoffizier sowie Kommandeur dort stationierter Einheiten. Zu seinen Veröffentlichungen gehören:
- Flight from the Middle East, 1978
- Never Stop the Engine When It is Hot, 1983
- Eastward: a History of the RAF in the Far East, 1984
- Wings in the Sun: a History of the RAF in the Mediterranean, 1989
- And We Thought the War was Over, 1990